# Criccieth Castle
Criccieth Castle (walisisk: Castell Cricieth) er en walisisk borg, der ligger i hovedlandet mellem to strande i Criccieth, Gwynedd, i North Wales, på en klipperig halvø md overblik over Tremadog Bay. Den blev opført af Llywelyn den Store i Kongeriget Gwynedd, men den blev kraftigt ombygget efter den blev erobret af Edvard 1. i slutningen af 1200-tallet.
I 1404 blev den erobret af Owain Glyndwr fra englænderne under glyndwroprøret, hvorefter den blev ødelagt, så den ikke kunne bruges igen af englænderne.